# Martin Reynolds
Martin Reynolds (Martin Edward Reynolds; * 22. Februar 1949) ist ein ehemaliger britischer Sprinter.
1970 siegte er bei der Universiade über 200 Meter. Im selben Jahr gewann er mit der englischen Mannschaft bei den British Commonwealth Games in Edinburgh Bronze in der 4-mal-100-Meter-Staffel.
1972 erreichte er bei den Olympischen Spielen in München über 400 Meter das Halbfinale. In der 4-mal-400-Meter-Staffel holte er mit dem britischen Quartett Silber.
Martin Reynolds startete für die Thames Valley Harriers.

## Persönliche Bestzeiten
- 100 m: 10,3 s, 29. Juni 1968, Warschau
- 200 m: 20,83 s, 22. Juli 1970, Edinburgh; 20,7 s (handgestoppt), 2. August 1970, Zürich
- 400 m: 46,11 s, 4. September 1972, München